# Андрей Штястний
Андрей Штястний (словац. Andrej Šťastný; 24 січня 1991, м. Поважська Бистриця, ЧССР) — словацький хокеїст, центральний нападник. Виступає за «Слован» (Братислава) у Континентальній хокейній лізі.
Вихованець хокейної школи «Дукла» (Тренчин). Виступав за «Ванкувер Джаєнтс» (ЗХЛ), «Дукла» (Тренчин), «Слован» (Братислава).
У чемпіонатах Словаччини — 96 матчів (16+36), у плей-оф — 10 матчів (4+2).
У складі молодіжної збірної Словаччини учасник чемпіонатів світу 2010 і 2011.  У складі юніорської збірної Словаччини учасник чемпіонату світу 2009.